# Villa Santa Rita (Buenos Aires)

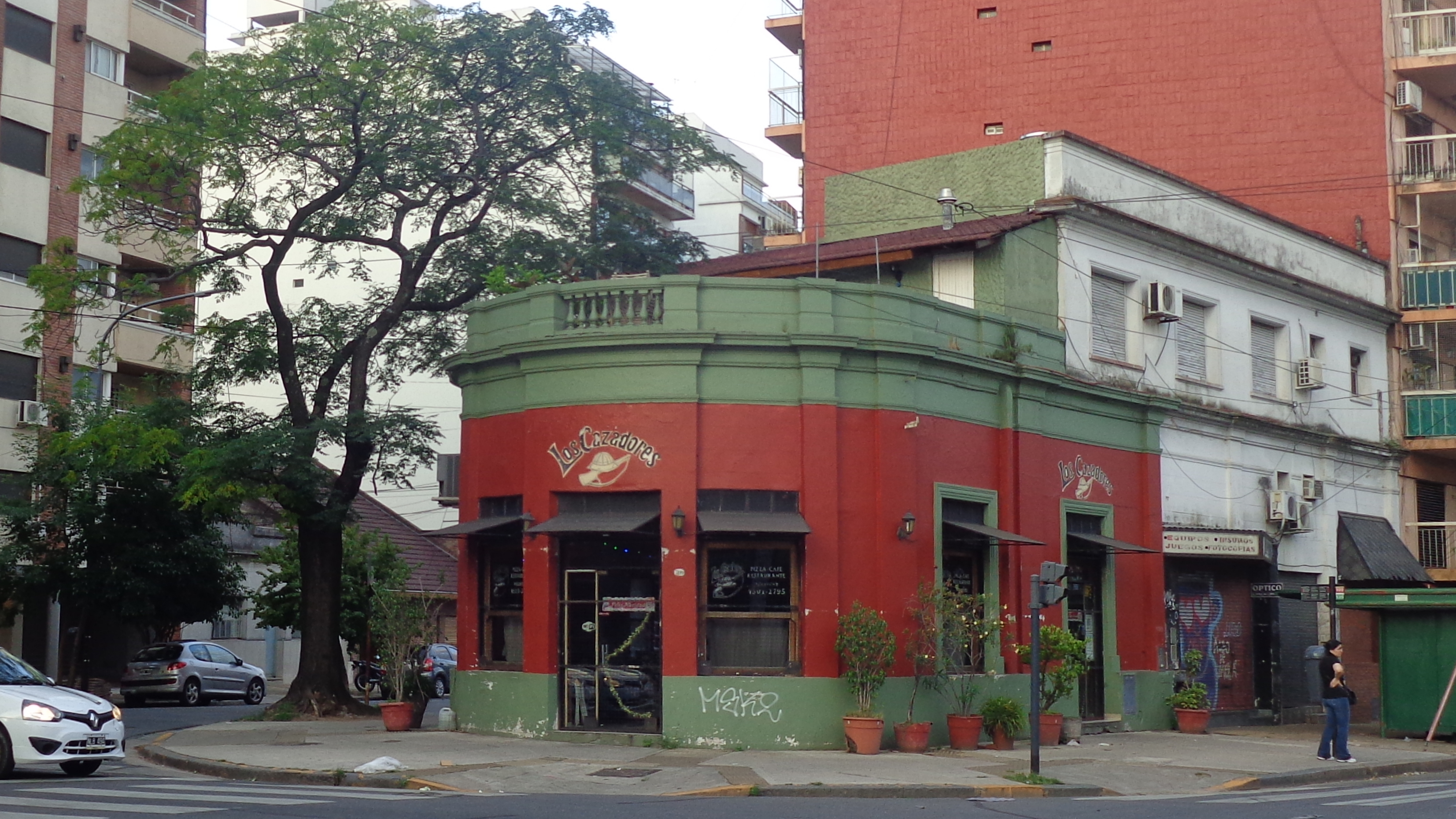
Cuenca y Álvarez Jonte.

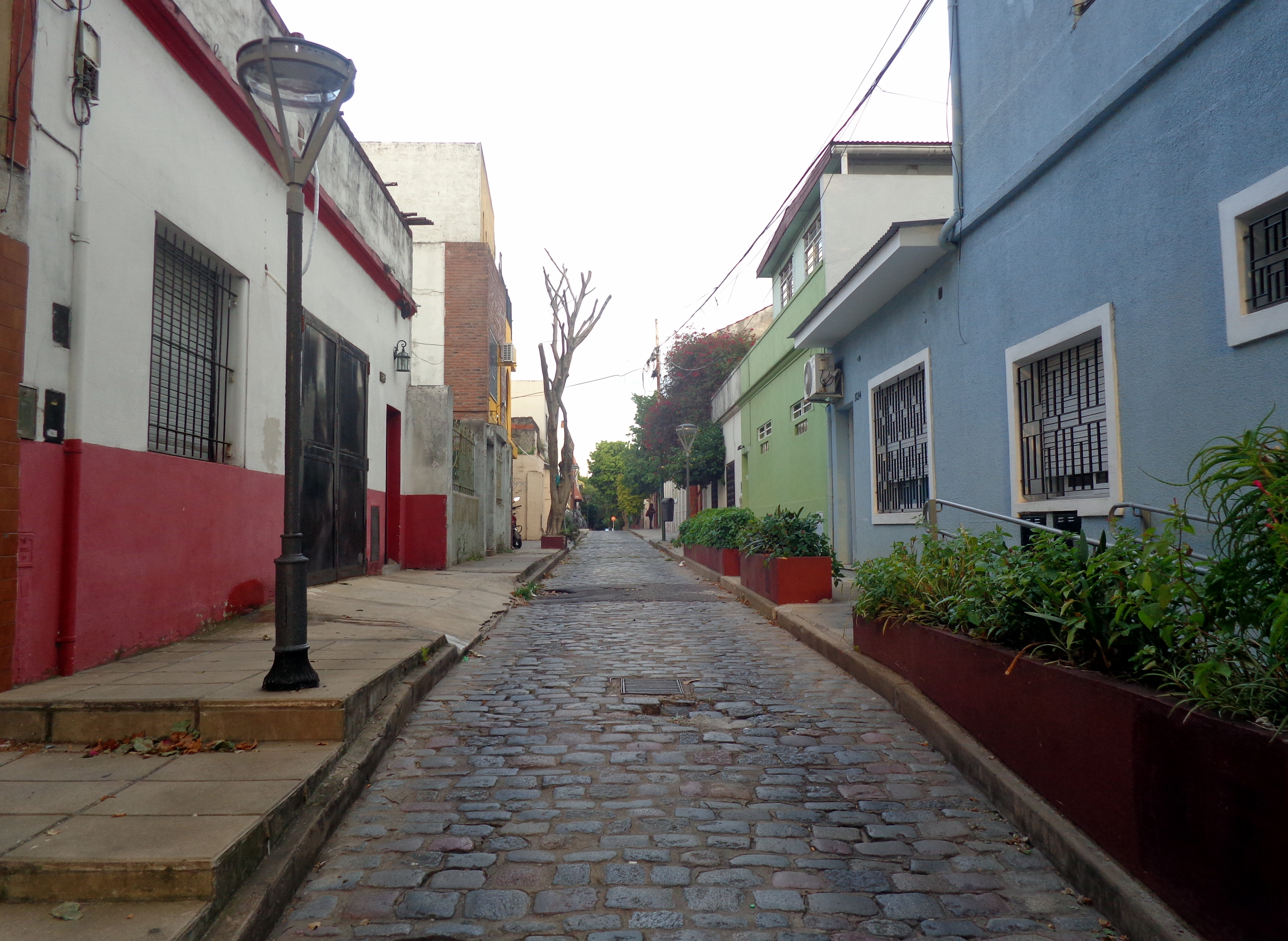
Pasaje Julio San Dantes.

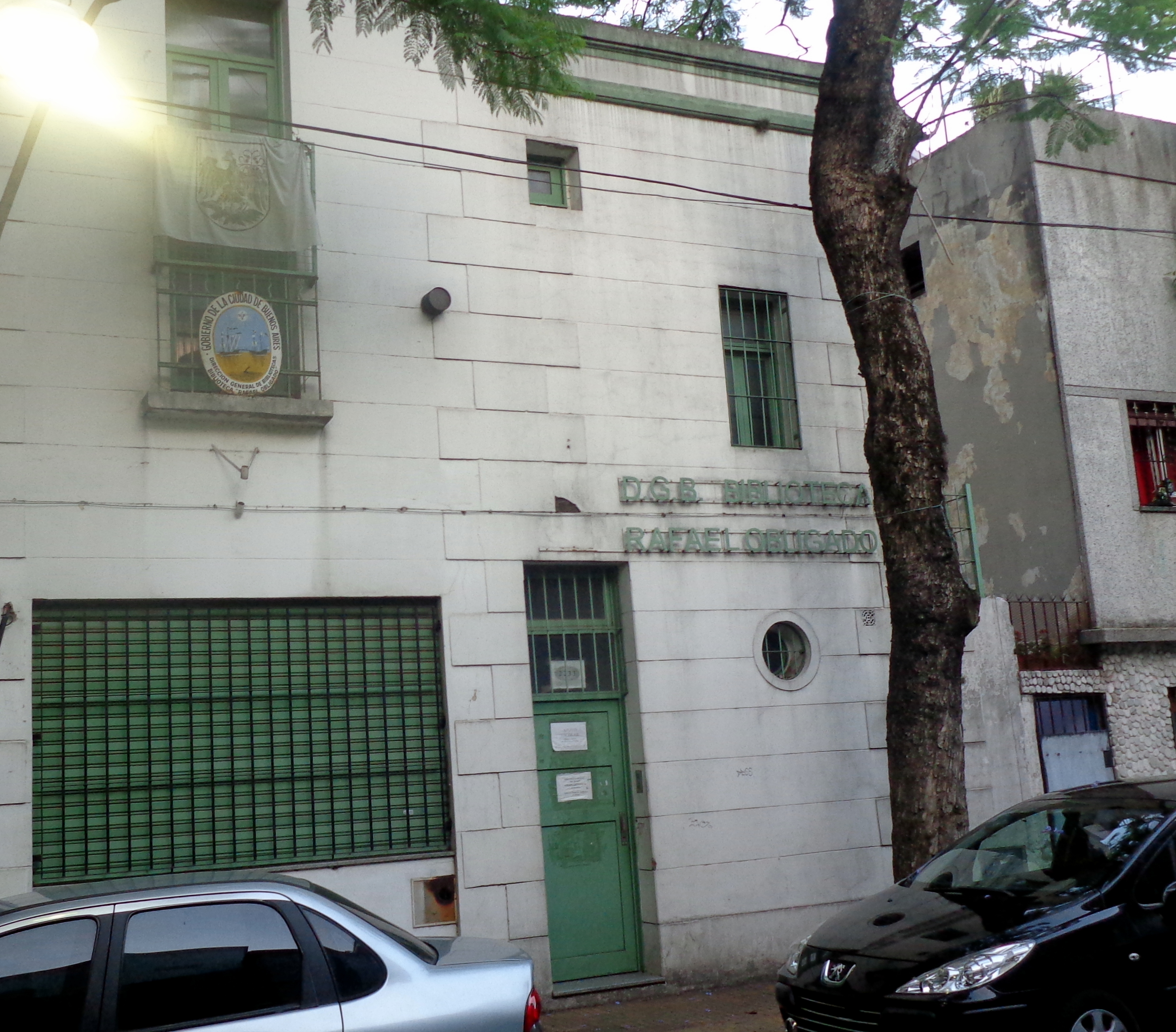
Biblioteca Rafael Obligado, en la calle Crainqueville.

Villa Santa Rita es uno de los barrios en que se encuentra dividida la Ciudad de Buenos Aires. Está comprendido por las calles Miranda, Álvarez Jonte, Condarco, avenida Gaona y Joaquín V. González. Limita con los barrios de Villa del Parque al norte, Villa General Mitre al este, Flores al sur, Floresta al sudoeste, y Monte Castro al oeste. Está ubicado en la Comuna 11.
El escritor Jorge Luis Borges ubicó en este barrio el escenario de su cuento Hombre de la esquina rosada.
El barrio debe su nombre a Santa Rita de Casia, canonizada por la iglesia católica en el año 1900.

## Datos generales
Es un barrio de viviendas bajas con edificios con un máximo legal de 8 pisos y terraza, aunque debe destacarse que en el cruce de las calles Cuenca y El Litoral se emplaza un edificio de aproximadamente 20 plantas de altura. Sus calles más importantes son las avenidas Nazca, Juan B. Justo - bajo la cual corre el entubado Arroyo Maldonado - y las limítrofes Álvarez Jonte y Gaona, así como las calles Camarones, Luis Viale (situada entre las dos avenidas más importantes), Terrada y Bufano.
La localización del barrio Villa Santa Rita suele ser ignorada por los habitantes de la ciudad y es comúnmente confundido como parte del barrio vecino de  Villa del Parque o Floresta. También es frecuente que se lo confunda con el barrio de La Paternal, un barrio con el que, exceptuando la proximidad geográfica, no tiene demasiado en común (ni siquiera son barrios limítrofes). 
La calle Cuenca fue la primera calle adoquinada (empedrada) de Villa Santa Rita.

## Datos legales
Fue fundado legalmente el 4 de mayo de 1972 bajo la Ordenanza 26.607 B.M. 14.288. En 2004 se acepta el proyecto de la entonces diputada Sandra Dosch en el cual se establece el día 5 de septiembre como día oficial del barrio.

## Edificios importantes
En el barrio de Villa Santa Rita se ubica una de las capillas más importantes de la Ciudad Autónoma de Buenos Aires, la capilla de Santa Rita.
La comisaría con jurisdicción en el Barrio de Villa Santa Rita está dividida entre la número 41 y 43 de la Capital Federal.
Entre los colegios destacados están el Número 8 del Distrito Escolar 12, Quintino Bocayuva, el Instituto Santa Rita y el Jardín de Infantes JIN B Número 8. El hospital más importante del barrio es el Israelita, en conjunto con su centro de estudios Denton. A Cooley.
Villa Santa Rita es un barrio de estructura muy homogénea. Abundan las viviendas tipo chalet y su trazado es predominantemente reticular. Sin embargo, esta homogeneidad arquitectónica está alternada con numerosos pasajes viales, de no más de 200 metros de extensión, que fueron emplazados hace más de 70 años como viviendas obreras. Estas viviendas luego fueron recicladas y actualmente constituyen el escenario de mayor atractivo de Santa Rita.

## Puntos importantes

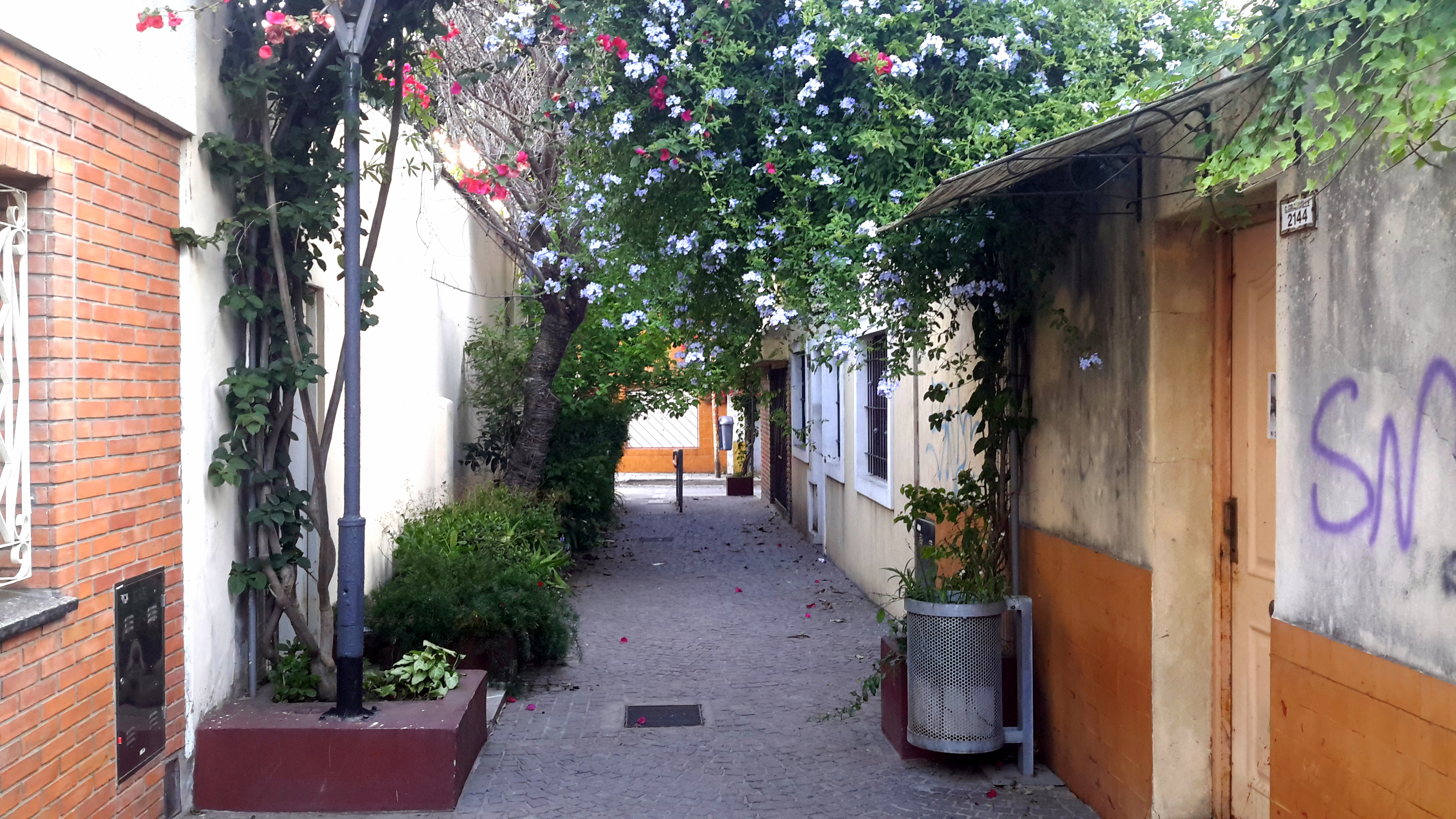
Pasaje Guillermo Enrique Granville, conocido popularmente como «Pasaje La Puñalada».

En Villa Santa Rita se pueden ubicar los siguientes puntos clave:
- Instituto Santa Rita - Pasaje Paula A. de Sarmiento 3436
- Colegio Quintino Bocayuva - Calle César Díaz al 3050 entre Helguera y Argerich
- Colegio Casilda Igarzabal de Rodríguez Peña (Esc N°17 D.E N°12) - Calle Magariños Cervantes 2865
- Parroquia Santa Rita - Calle Camarones 3443
- Centro de Jubilados y Pensionados "14 de Mayo" - Calle San Blas 3075, entre Helguera y Argerich
- Club Social y Deportivo Imperio Juniors - Calle César Díaz 3047 entre Helguera y Argerich
- Club Gimnasia y Esgrima De Vélez Sarfield - Calle Joaquín V González 1511 entre Camarones y Magariños Cervantes
- Biblioteca Rafael Obligado - Calle Crainqueville 2233
- Plazoleta Santa Rita - Calle Cuenca y Galicia (triangulación Juan B. Justo)
- Hospital Israelita - Av. Nazca 1145, intersección Gaona.
- Instituto Denton A. Cooley - Hospital Israelita sobre la Av. Nazca.
- Arroyo Maldonado (Entubado bajo la Av. Juan B. Justo)
- Instituto Carlos Steeb - Calle Alejandro Magariños Cervantes 3167
- Escuela de Jornada Simple N.º 07 D.E. 12 "Jorge Newbery" - San Blas 2962
- EMIPAR SRL , extinta metalúrgica de la industria argentina relacionada principalmente con la refrigeración y los autos, como el Siam Di Tella. Su edificio aún se mantiene en Nazca 1268.

## Un cuento de Borges
El cuento del escritor Jorge Luis Borges, Hombre de la esquina rosada, transcurre en este barrio. el salón de Julia, donde transcurre la parte principal, está ubicado según el cuento en la actual avenida Gaona, y el arroyo Maldonado (actualmente entubado bajo la avenida Juan B. Justo).

## Medios de transporte
El barrio de Santa Rita cuenta con muchos medios de transporte que circulen por sus calles, entre los cuales se encuentran los colectivos.

### Líneas de colectivos
25 34 47
53 63 84
99 106
109
110 124 133 134
135
166 181

### Paradas del metrobús
- Nazca: ubicada en la Av. Juan B. Justo entre el 5600 y el 5700
- Concordia: situada en la Av. Juan B. Justo entre el 6100 y el 6200.

Ninguna línea de subterráneos o trenes llega a Villa Santa Rita.
Trasladarse por Villa Santa Rita es muy rápido, ya que cuenta con muy pocos semáforos, por lo que es un barrio muy apropiado para transitar desde el centro geográfico de Buenos Aires hasta los barrios más ubicados al oeste y noroeste de la Ciudad (Versalles, Villa Real, Liniers, Villa Luro, Villa Devoto).